# Бенджамин Алире Саенц
Бенджамин Алире Саенц (на английски: Benjamin Alire Sáenz) е американски поет и писател на произведения в жанра детско-юношеска литература, лирика и документалистика.

## Биография и творчество
Бенджамин Алире Саенц е роден на 16 август 1954 г. в Олд Пикачо, близо до Лас Крусес, окръг Доня Ана, Ню Мексико, САЩ, в семейството на Хуан Саенц, строител, и Елоиза Алире, готвачка. Той е четвъртото от седем деца, и отраства в малка ферма близо до Месила, Ню Мексико. Завършва гимназия в Лас Крусес през 1972 г. Същата есен постъпва в семинарията „Св. Тома“ в Денвър, Колорадо, където получава бакалавърска степен по хуманитарни науки и философия през 1977 г. Получава през 1981 г. магистърска степен по теология от Университета на Лувен, Белгия. Работи като свещеник няколко години в Ел Пасо, Тексас, преди да напусне ордена през 1985 г. През 1988 г. получава магистърска степен по творческо писане от Тексаския университет в Ел Пасо. След това прекарва една година в Университета на Айова като докторант по американска литература. Година по-късно той получава стипендия „Уолъс Стингър“ за Станфордския университет. Докато е там, под ръководството на поетесата Дениз Левертов, завършва първата си книга със стихове.
Първата му книга, стихосбирката „Календар на праха“, е издадена през 1991 г. Тя печели Американска награда за книга през 1992 г.
В продължение на две години работи в програмата за докторска степен на Станфордския университет, но преди да я завърши, се завръща на границата и започва да преподава Пасо в двуезичната програма в катедрата по творческо писане в Тексаския университет в Ел Пасо.
Първият му роман „Носи ме като вода“ е издаден през 1995 г. Той е сага за надежда и прошка, история за семейни отношения между различни социални светове, когато болка и привилегии се сблъскат, история на фона на Ел Пасо. Романът обединява викторианския роман и латиноамериканската традиция на магическия реализъм, получава добри оценки на критиката и получава награди от Граничните библиотечни асоциации.
Творчеството му е насочено като цяло върху латино културата в САЩ, като пише поезия, детска литература и книги за възрастни. През новия век се насочва да пише за юноши и през 2009 година е издадено едно от най-силните му произведения, романът „Снощи пях на чудовището“, история за момче, което има проблеми с алкохола.
През 2012 г. е издаден сборникът му с разкази „Всичко започва и свършва в Kentucky Club“. Всички те са свързани с бара разположен близо до Рио Гранде, в който героите – испанци и англичани, мексиканци и гринго, бедни и богати, гейове и хетеросексуални, наркомани и пияници, минават и представят своите житейски истории. С тази книга писателят става първият латиноамериканец, спечелил престижната литературна награда PEN/Faulkner за художествена литература.
През 2012 г. е издаден романът му „Аристотел и Данте откриват тайните на Вселената“ от поредицата „Аристотел и Данте“. Двата герои са тийнейджъри от мексикански произход на границата на възмъжаването и наглед са пълна противоположност. Данте има любящо и сплотено семейство, докато Аристотел се чувства неразбран. Те започват да се срещат и откриват, че споделят специална връзка – такава, която променя живота и трае завинаги, но на пътя им стоят тежки изпитания, раздяла, насилие и болка, чрез които ще открият най-важните истини за света и хората, и за самите себе си. Романът получава литературната награда „Стоунуол“ за ЛГБТ книга, наградата „Майкъл Л. Принц“ на Американската библиотечна асоциация, наградата „Ламбда“ за ЛГБТ литература, наградата „Пура Белпре“ за книга описваща латиноамериканския културен опит в литературно произведение за деца или младежи, наградата „Киркус“, и други награди. През 2022 г. книгата е екранизирана в едноименния филм с участието на Ева Лонгория. 
Следващата книга от поредицата „Аристотел и Данте се гмурват във водите на света“ от 2021 г. се занимава с проблемната сексуалност на героите в годините, когато в Америка върлува епидемията от СПИН.
През 1994 г. се жени за Патрисия Масиас. След като по-късно той разкрива, че е гей, двамата се развеждат през 2009 г.
Бенджамин Алире Саенц живее в Ел Пасо.

## Произведения

### Самостоятелни романи
- Carry Me Like Water (1995)[1][2][3][4]
- The House of Forgetting (1997)
- Sammy & Juliana in Hollywood (2004)
- In Perfect Light (2005)
- Names On a Map (2008)
- He Forgot to Say Goodbye (2008)
- Last Night I Sang to the Monster (2009)
- The Inexplicable Logic of My Life (2017)

### Поредица „Аристотел и Данте“ (Aristotle and Dante)
1. Aristotle and Dante Discover the Secrets of the Universe (2012)[1][2][3]
Аристотел и Данте откриват тайните на Вселената, изд.: „Дежа буук“, София (2017, 2021), прев. Деница Райкова
2. Aristotle and Dante Dive Into the Waters of the World (2021)
Аристотел и Данте се гмурват във водите на света, изд.: „Дежа буук“, София (2021), прев. Деница Райкова

### Поезия
- Calendar of Dust (1991)[1][2][3][4][5]
- Dark and Perfect Angels (1996)
- Que Linda Ia Brisa (2000) – с Джими Сантяго Бака
- Elegies in Blue (2002)
- Dreaming the End of War (2006)
- The Book of What Remains (2010)
- The Last Cigarette on Earth (2017)

### Сборници
- Flowers for the Broken (1992) – разкази[1][3]
- Everything Begins and Ends at the Kentucky Club (2012) – разкази

### Документалистика
- Finding Your Literary Voice (1995)[1]

### Екранизации
- 2022 Aristotle and Dante Discover the Secrets of the Universe